# Crown Point (New York)
Pour les articles homonymes, voir Crown Point.
Crown Point est une municipalité (town) américaine de l'État de New York, située dans le comté d'Essex.

## Géographie
La municipalité s'étend sur 211,98 km2 dans le parc Adirondack et est bordée par le lac Champlain à l'est, à la frontière avec le Vermont. La péninsule Crown Point s'étire entre le lac et la baie Bulwagga et est reliée au Vermont par le pont du Lac Champlain.
Elle comprend les localités de Crown Point, Burdick Crossing, Cold Spring Park, Crown Point Center, Factoryville et Ironville.
| North Hudson | Moriah      | Addison (Vermont)                |
|              | Crown Point | Lac Champlain Bridport (Vermont) |
| Schroon      | Ticonderoga | Shoreham (Vermont)               |

## Histoire

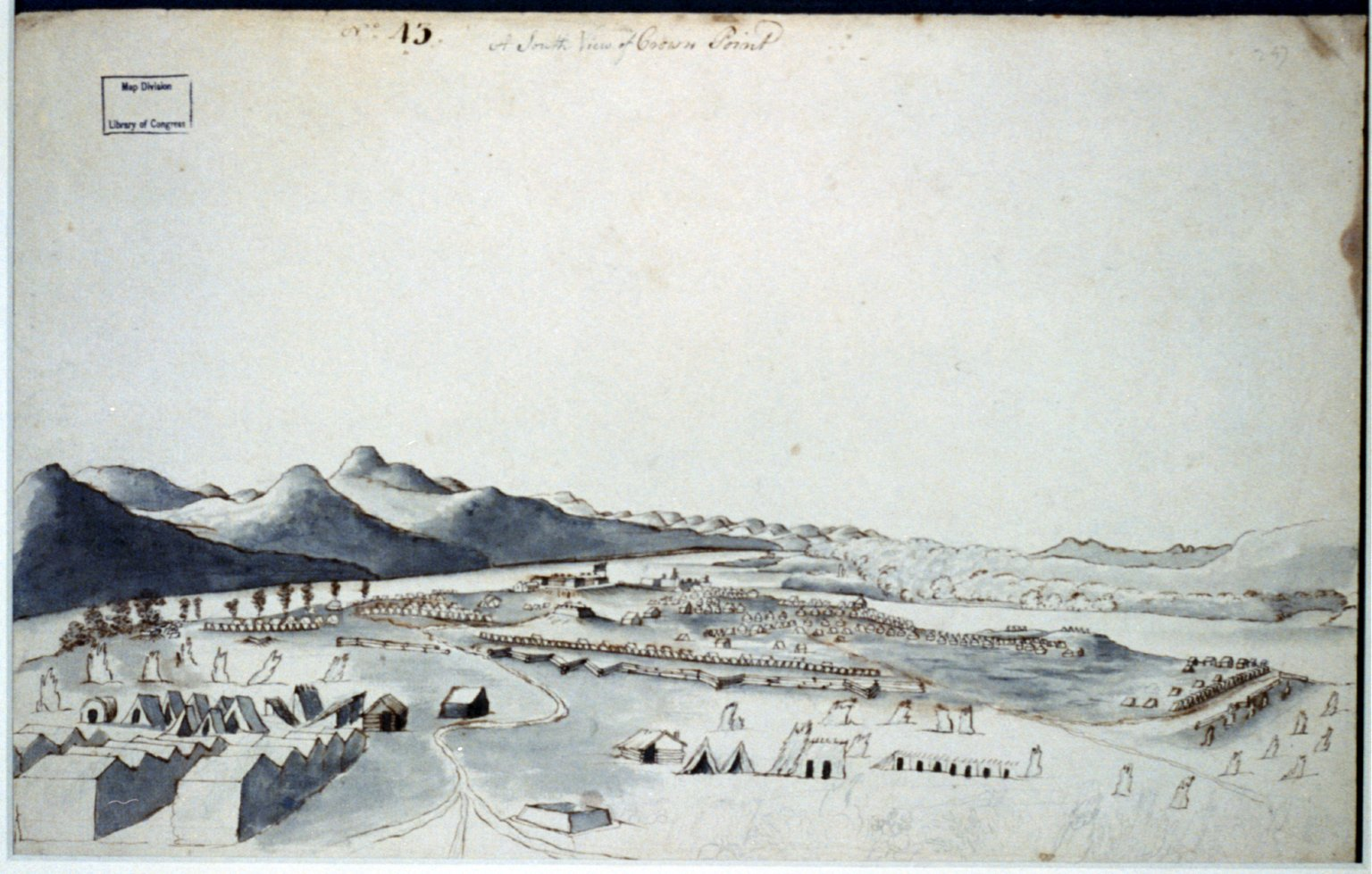
Vue sud de Crown Point en 1760.

Au début du XVIIIe siècle, la région est occupée par les Français qui construisent le fort Saint-Frédéric en 1731 à l'extrémité de la « pointe de la Chevelure ». Celui-ci est détruit durant la guerre de la Conquête quand les Britanniques prennent le contrôle de la zone où ils érigent à leur tour un fort en 1759 et rebaptisent la pointe Crown Point. Avec la victoire britannique, après 1763, la France cède tout son territoire en Amérique du Nord à l'est du Mississippi à la Grande-Bretagne.
Durant la Révolution américaine, le site acquiert une importance stratégique, sur la rive ouest du lac Champlain, à 24 km du fort Carillon. Après la tentative ratée de l'invasion du Canada en 1775, Crown Point est alors le point le plus au nord sous contrôle américain. Durant la campagne de Saratoga en 1777, le général anglais John Burgoyne organise un dépôt important de munitions pour soutenir le siège du fort Ticonderoga.
Le village de Crown Point est établi en 1786 avant la création du comté d'Essex en 1799. Des parties de Crown Point sont utilisées pour former les villages de Willsboro en 1788 et Elizabethtown en 1798.
La colonisation commence véritablement avec l'arrivée des colons du Vermont en 1800.

## Politique et administration
La municipalité est administrée par un superviseur et un conseil de quatre membres élus pour deux ans.